# 兰彻斯特方程
兰彻斯特方程（Lanchester's laws），全称为兰彻斯特战斗动态方程，也常称为兰彻斯特作战模型。是二战后形成的军事运筹学、数理战术学的重要作战模拟理论。

## 简介
该理论於一战前期的1914年，由英国人弗雷德里克·威廉·兰彻斯特首先创立。
它采用数学演绎战术原则，将数学与军事战术学结合起来。兰彻斯特最先提出了一个关于空战战术的尝试性数学模型，描述作战双方兵力变化过程的数学微分方程。
这个理论属于确定性数学模型，一般认为可宏观地描述双方战斗的毁伤过程。常用于优选步兵作战兵力的投放、西方研究战争的定量、科学的常用方法。

## 主要理论
- 兰彻斯特线性率。（主要為模擬古代作戰）
- 兰彻斯特平方率。（主要用於模擬近代作戰，尤其以遠程武器較為準確）

## 应用
- 1914年問世初並無實際運用在大戰軍事計算，僅作為歷史戰例檢驗運用；但俄羅斯學者運用其構想，在1915年轉化成檢驗傷亡的奧西波夫方程式（日语：オシポフ方程式）。
- 到二战之前，英国国防部成立以生理学教授希尔为首的研究雷达配置和高炮效率的防空试验小组(后改名为作战研究部)，该理论得以应用，後成為軍事運籌學的根本理論之一。第二次世界大戰中，同盟國集中了許多數學家改進軍事運籌學的運算，並增加其運用領域；著名成果為大西洋反潛任務中改變深水炸彈因而改善U艇獵殺概率。
- 二战以后，通过对兰彻斯特方程的研究，产生出了一批新的数学模型。如威斯和彼得森的对数定律。
- 当今美国陆军使用的数字化模拟系统，仍以兰彻斯特方程为主要理论对战斗力进行量化和计算。
- 1962年，日本學者田岡信夫將蘭徹斯特法則發展為商業行銷策略。

## 最近研究
- 兰彻斯特方程适应于传统战争的坦克或飞机。
- 兰彻斯特方程可能不适用在不对称作战中，如以模块化组合作战的联合作战、特种作战，以及旧式作战装备改造之后的情况下。
- 兰彻斯特方程计算过程中,还需要考虑战斗过程中人员武器自然损耗及火力支援、状态转移概率、战斗取胜概率。
- 兰彻斯特方程之外，还采用指数法、经验数据、实验结果和专家评估等方法加以综合考虑。
- 网络作战这种特殊方式下，梅特卡夫定律与兰彻斯特方程具有数学同构性。[1]

### 引用
1. ↑  《信息化战争形态论》